# Paul Lang
Paul Henry Lang (Budapeste, 28 de agosto de 1901 – Lakeville, 21 de setembro de 1991) foi um musicólogo, fagotista, professor e crítico musical da Hungria, ativo especialmente nos Estados Unidos.
Estudou na Academia Musical de Budapest com Zoltán Kodály. Graduou-se em 1922 e então passou a tocar fagote em várias orquestras. Foi encorajado a estudar musicologia por Kodály e Béla Bartók, ingressando então na Universidade de Heidelberg e depois na de Paris. Também obteve um grau em literatura, e escreveu nesta época para a Revue Musicale.
Mudou-se para os Estados Unidos em 1929 e trabalhou sucessivamente na Rockefeller Foundation, no Vassar College, no Wells College e na Universidade de Columbia, onde daria aulas até se aposentar em 1970. Neste ínterim doutorou-se em musicologia pela Universidade de Cornell. Em Columbia tornou-se uma figura de proa, exercendo grande influência sobre a estruturação da disciplina da musicologia nos Estados Unidos. Escreveu muitos artigos e livros, entre os quais se destaca o livro Music in Western Civilization (1941).